# Saint-Jean-de-Cuculles
 Saint-Jean-de-Cuculles  (en occitano Sant Joan de Cuculas) es una población y comuna francesa, situada en la región de Occitania, departamento de Hérault, en el distrito de Lodève y cantón de Saint-Gély-du-Fesc.

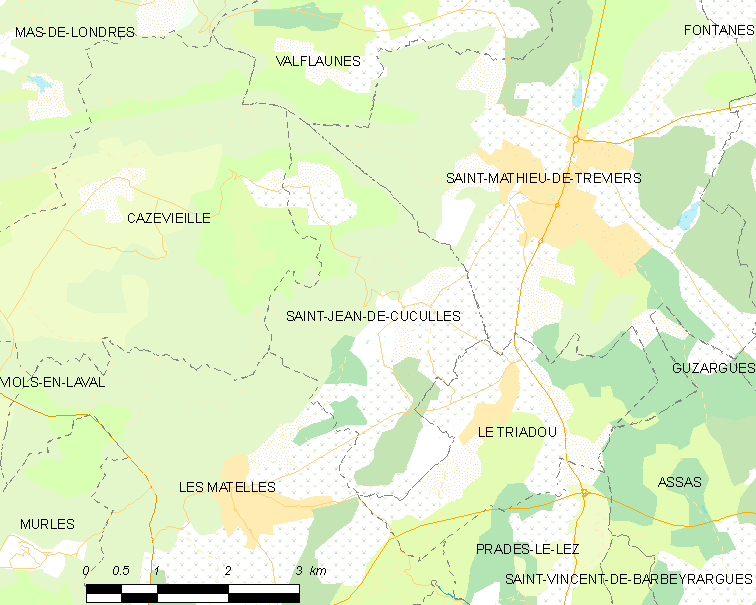
Mapa

## Demografía
| 108 | 105 | 147 | 159 | 239 | 352 | 482 |
| Para los censos de 1962 a 1999 la población legal corresponde a la población sin duplicidades (Fuente: INSEE [Consultar]) |     |     |     |     |     |     |

## Film
Dans cette village (et la voisine Assas), Jacques Rivette à developé son film La Belle Noiseuse en 1991.
Voir: http://www.languedoc-roussillon-cinema.fr/film-regional/la-belle-noiseuse Archivado el 13 de septiembre de 2018 en Wayback Machine.